# 张弘 (手球运动员)
张弘（1966年1月19日—），中国女子手球运动员，曾代表中国参加1988年夏季奥运会女子手球比赛，获得第六名。她还获得了1990年亚运会女子手球比赛银牌。